# Лопатино (Невельский городской округ)
Лопа́тино — село в Невельском городском округе Сахалинской области России, в 9 км от районного центра.
Находится на берегу Татарского пролива.
До 1945 года принадлежало японскому губернаторству Карафуто и называлось Кэнуси (яп. 気主). После передачи Южного Сахалина СССР селу было присвоено имя русского геолога и географа, исследователя Сибири и Дальнего Востока Иннокентия Александровича Лопатина.
До конца 1980-х годов действовал местный аэродром, принимавший рейсы Ан-2 из аэропорта Хомутово.

## Население
| 1925 | 1935 | 2002 | 2010 | 2013 | 2021 |
| ---- | ---- | ---- | ---- | ---- | ---- |
| 782  | ↗851 | ↘33  | ↘11  | ↘10  | ↘2   |

По переписи 2002 года население — 33 человека (18 мужчин, 15 женщин).
Национальный состав
Преобладающая национальность — русские (94 %).